# Мацукі Ясутаро
Мацукі Ясутаро (яп. 松木 安太郎, нар. 28 листопада 1957, Токіо —) — японський футболіст, що грав на позиції захисника.

## Клубна кар'єра
Грав за команду Йоміурі.

## Виступи за збірну
Дебютував 1984 року в офіційних матчах у складі національної збірної Японії. У формі головної команди країни зіграв 11 матчів.

## Статистика
Статистика виступів у національній збірній.
| Збірна Японії | Збірна Японії | Збірна Японії |
| Роки          | Ігри          | голи          |
| ------------- | ------------- | ------------- |
| 1984          | 3             | 0             |
| 1985          | 6             | 0             |
| 1986          | 2             | 0             |
| Усього        | 11            | 0             |

## Титули і досягнення

### Гравець
- Чемпіон Японії (3):

«Йоміурі»: 1983, 1984, 1986-87
- Володар Кубка Імператора Японії (3):

«Йоміурі»: 1984, 1986, 1987
- Володар Кубка Японської футбольної ліги (3):

«Йоміурі»: 1979, 1985
- Переможець Азійського кубка чемпіонів (1):

«Йоміурі»: 1987-88

### Тренер
- Чемпіон Японії (2):

«Верді Кавасакі»: 1993, 1994
- Володар Кубка Джей-ліги (2):

«Верді Кавасакі»: 1993, 1994
- Володар Суперкубка Японії (1):

«Верді Кавасакі»: 1994